# Gare de Paray-le-Monial
Gare de Paray-le-Monial – stacja kolejowa w Paray-le-Monial, w departamencie Saona i Loara, w regionie Burgundia-Franche-Comté, we Francji.
Jest stacją Société nationale des chemins de fer français (SNCF), obsługiwaną przez pociągi TER Auvergne i TER Bourgogne.